# Antoniterkirche (Bern)

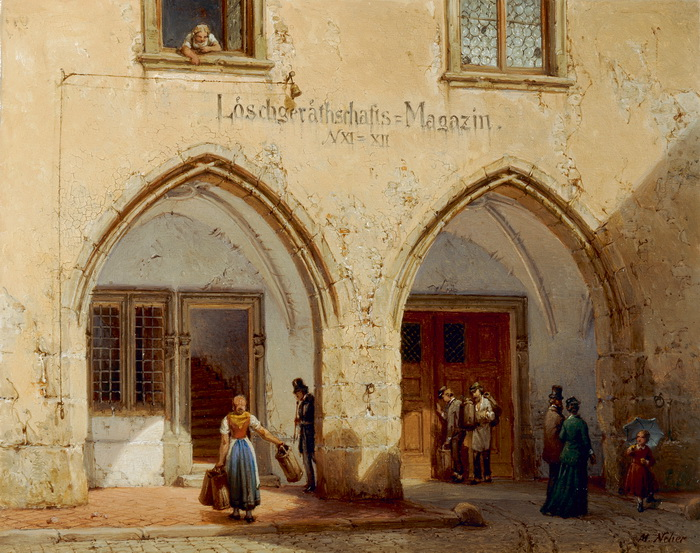
Michael Neher (1798–1876), Die ehemalige Antoniterkirche als Löschgerätschaftshaus (1870)

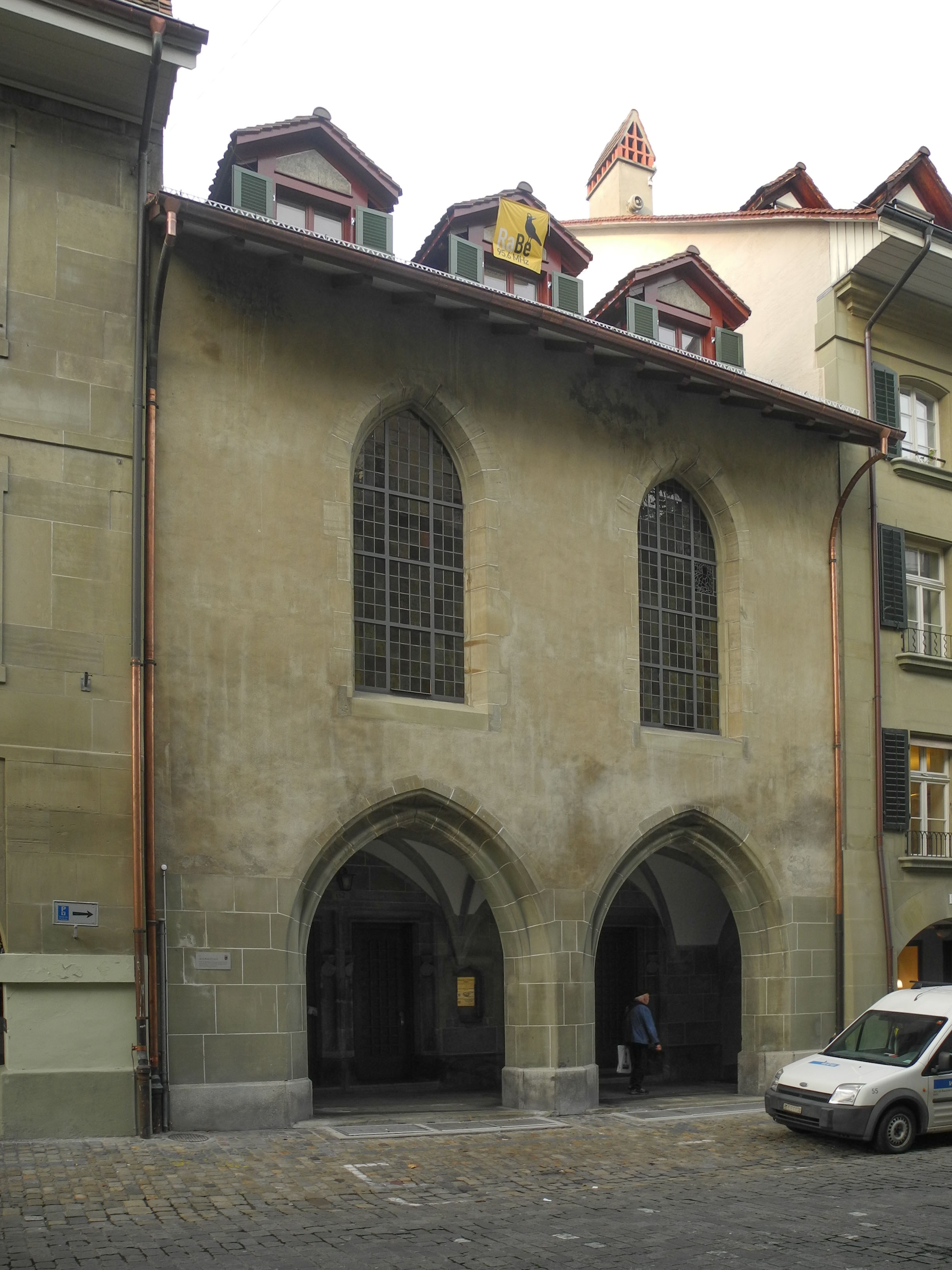
Die Antonierkirche Bern (2014)

Die Antoniterkirche (auch: Antonierkirche) ist eine gotische Kirche an der Postgasse Nr. 62 in der Berner Altstadt. Die Kirchgemeinde gehört dem Bund Evangelisch-Lutherischer Kirchen in der Schweiz und im Fürstentum Liechtenstein (BELK) an.

## Geschichte
Das Berner Haus des Antoniterordens (Tönier, Tönierherren) wurde vor 1283 als Filiale von Chambéry gegründet und besonders im 14. und 15. Jahrhundert von Stiftern bedacht. Die Gesellschaft zu Rebleuten hatte hier ihren Altar sowie die Schuhmachern-Bruderschaft. 1444 und 1492 bis 1494 wurde die Kapelle umgebaut. 1520 vollendete Niklaus Manuel den Antonieraltar (heute im Kunstmuseum Bern). 1528 wurde die Kirche säkularisiert und ab 1533 als Kornhaus benutzt. Später fand das Haus Verwendung als Sattlerei und Postkutschenremise der Fischerpost (bis 1831). In den Jahren 1839 bis 1843 diente die ehemalige Kirche als Antiquitätensaal der antiquarischen Gesellschaft. 1860 erwarb die Einwohnergemeinde Bern die Liegenschaft und nutzte sie jahrzehntelang als Löschgerätschaftsmagazin. 1939/40 erfolgte der Umbau zum Münsterkirchgemeindehaus. Dabei entstand der Freskenzyklus von Fritz Pauli. An der Westwand wird der Mensch zwischen Gut und Böse dargestellt, an der Südwand das Weihnachtsgeschehen und an der Westwand die Antoniuslegende. Die Pauli-Fresken stehen mit der ganzen Antoniterkirche heute unter Denkmalschutz. Seit ihrer Gründung 1956 benutzt die evangelisch-lutherische Kirchengemeinde Bern die Kirche und das Gemeindehaus. Seit 1944 befindet sich im Untergeschoss die Kapelle der Russisch-orthodoxen Gemeinde.

## Liste der Präzeptoren
- Jakob, 1447–1452
- Anthonius Krapf, 1467
- Jakob Manz, 1468–1479
- Franciscus Olery, 1479–1483
- Franciscus Mallet, 1483–1502 (1516?)
- Bernhard Mallet, 1522–1528